# Calhoun Falls
Calhoun Falls es un pueblo situado en el condado de Abbeville, Carolina del Sur, Estados Unidos. Tiene una población estimada, a mediados de 2023, de 1730 habitantes.

## Geografía
La localidad está ubicada en las coordenadas 34°05′35″N 82°35′47″O / 34.09306, -82.59639 (34.093013, -82.596463). Según la Oficina del Censo, tiene una superficie total de 8.96 km², de los cuales 8.77 km² corresponden a tierra firme y 0.19 km² están cubiertos de agua.

## Demografía
Según el censo de 2020, en ese momento había 1727 personas residiendo en la localidad. La densidad de población era de 196.92 hab./km².
| Raza                   | Núm. | Porc.   |
| ---------------------- | ---- | ------- |
| Afroamericanos         | 951  | 55.07%  |
| Blancos                | 673  | 38.97%  |
| Amerindios             | 8    | 0.46%   |
| Asiáticos              | 5    | 0.29%   |
| De otras razas         | 22   | 1.27%   |
| De una mezcla de razas | 68   | 3.94%   |
| Total                  | 1727 | 100.00% |

Del total de la población, el 1.91% eran hispanos o latinos de cualquier raza.